# A Trick of Fate
A Trick of Fate er en amerikansk stumfilm fra 1919 af Howard Hickman.

## Medvirkende
- Bessie Barriscale som Anna Gerard/Mary Lee
- Gayne Whitman som Richard Crane
- George Field som Pierre La Rouge
- Josef Swickard som Raoul Garson
- Joseph J. Dowling som Lee